# Sykstus ze Sieny
Sykstus ze Sieny (łac. Sixtus Senensis) (ur. 1520 w Sienie, zm. 1569 w Genui) – dominikanin i biblista, autor jednej z pierwszych introdukcji biblijnych.

## Życie i dzieło
Sykstus był pochodzenia żydowskiego, jako młodzieniec przyjął katolicyzm i wstąpił do zakonu franciszkanów. W zakonie poświęcił się studiom biblijnym, jego mistrzem był Ambroży Catharinus. Został oskarżony o herezję i wskutek swego uporu skazany przez rzymską Inkwizycję na spalenie na stosie. Został jednak przekonany przez Michele’a Ghislieriego, późniejszego papieża Piusa V, by wyrzekł się swych błędów i otrzymał przebaczenie od papieża Juliusza III. Nie chcąc wracać splamiony oskarżeniem do zakonu franciszkanów, na początku 1555 otrzymał od papieża dyspensę zezwalającą na przejście do zakonu dominikanów. Od tego czasu Sykstus głosił wyłącznie naukę zgodną z katolicką ortodoksją. Ghislieri polecał mu sprawowanie działalności inkwizycyjnej, wysłał go m.in. do Cremony by niszczył heretyckie książki – Sykstus jednak zachowywał te książki, które były pożyteczne dla nauki. Udało mu się uratować ok. 2000 książek przed zniszczeniem przez hiszpańskich żołnierzy. Kiedy w 1566 Ghislieri został papieżem, Sykstus wydał zadedykowane mu dzieło Bibliotheca sancta ex præcipuis Catholicæ Ecclesiæ auctoribus collecta et in octo libros duobos tomis complexos digesta. Trzy lata później zmarł w genueńskim klasztorze Santa Maria de Castello, paląc wcześniej wszystkie swe dzieła inne niż Bibliotheca sancta...
Zdaniem Manfreda Uglorza można powiedzieć, że Bibliotheca sancta... to pierwsze dzieło poruszające zagadnienia introdukcyjne, które zostało ułożone według wzoru i tematyki, jakie są stosowane we współczesnych introdukcjach do Pisma Świętego. Zawiera informacje dotyczące autora, charakteru, języka i przedmiotu Starego i Nowego Testamentu, a nadto o tłumaczach Biblii od III do XVI wieku. Ostatnie dwa tomy zawierają polemikę z opartymi na Piśmie Świętym herezjami wobec katolicyzmu. Dzieło cieszyło się powszechnym uznaniem i doczekało się wielu wydań.
Sykstus jako pierwszy używał terminu „księgi deuterokanoniczne”.

## Dzieła
Zachowane
- Bibliotheca sancta ex præcipuis Catholicæ Ecclesiæ auctoribus collecta et in octo libros duobos tomis complexos digesta, 1566.

Zniszczone
- De usu Concordantiarum.
- Quaestiones astronomicae in varios Scripturae locos.
- Quaestiones geographicae in varios Scripturae locos.
- Quaestiones physicae in varios Scripturae locos.
- Problematicae Epistolae in varios Scripturae locos.
- Sophias Monotessaron seu ex quattuor libris Sapientialibus, Proverbiorium, Ecclesiastae, Sapientiae et Ecclesiastici liber unus Sapientiae.